# A. H. Albut
Alfred Hubert Albut, mer känd som A. H. Albut, född 1849 i Bromsgrove i Worcestershire, död 1916 i Aston i Warwickshire, var den första tränaren för Manchester United (På den tiden hette klubben Newton Heath LYR FC). Han blev tränare 1892 och var det ända tills James West tog över 1900.